# フィリップ・エルンスト・ツー・ホーエンローエ＝シリングスフュルスト
フィリップ・エルンスト・マリア・ツー・ホーエンローエ＝シリングスフュルスト（Philipp Ernst Maria zu Hohenlohe-Schillingsfürst, 1853年6月5日 - 1915年12月26日）は、ドイツのシュタンデスヘル。旧諸侯ホーエンローエ家の一員。ホーエンローエ＝シリングスフュルスト侯。ドイツ国民オリンピック委員会（NOK）の前身、ドイツ・オリンピック委員会（DOK）の初代会長となった。

## 生涯
ドイツ帝国宰相を務めたクロートヴィヒ・ツー・ホーエンローエ＝シリングスフュルスト侯とその妻でルートヴィヒ・ツー・ザイン＝ヴィトゲンシュタイン＝ザイン侯の娘マリー（1829年 - 1897年）の間の第3子、長男として生まれた。末弟アレクサンダーとは対照的に政治に関わらなかった。父祖伝来のシリングスフュルストの狭小な所領を経営する傍ら、最初の妻が婚資として持参したボヘミアのポジェブラディ城の城主として、温泉町ポジェブラディの発展に尽くした。1896年よりドイツ・オリンピック委員会初代会長を務めた。死後、弟モーリッツが侯家の家督を継いだ。

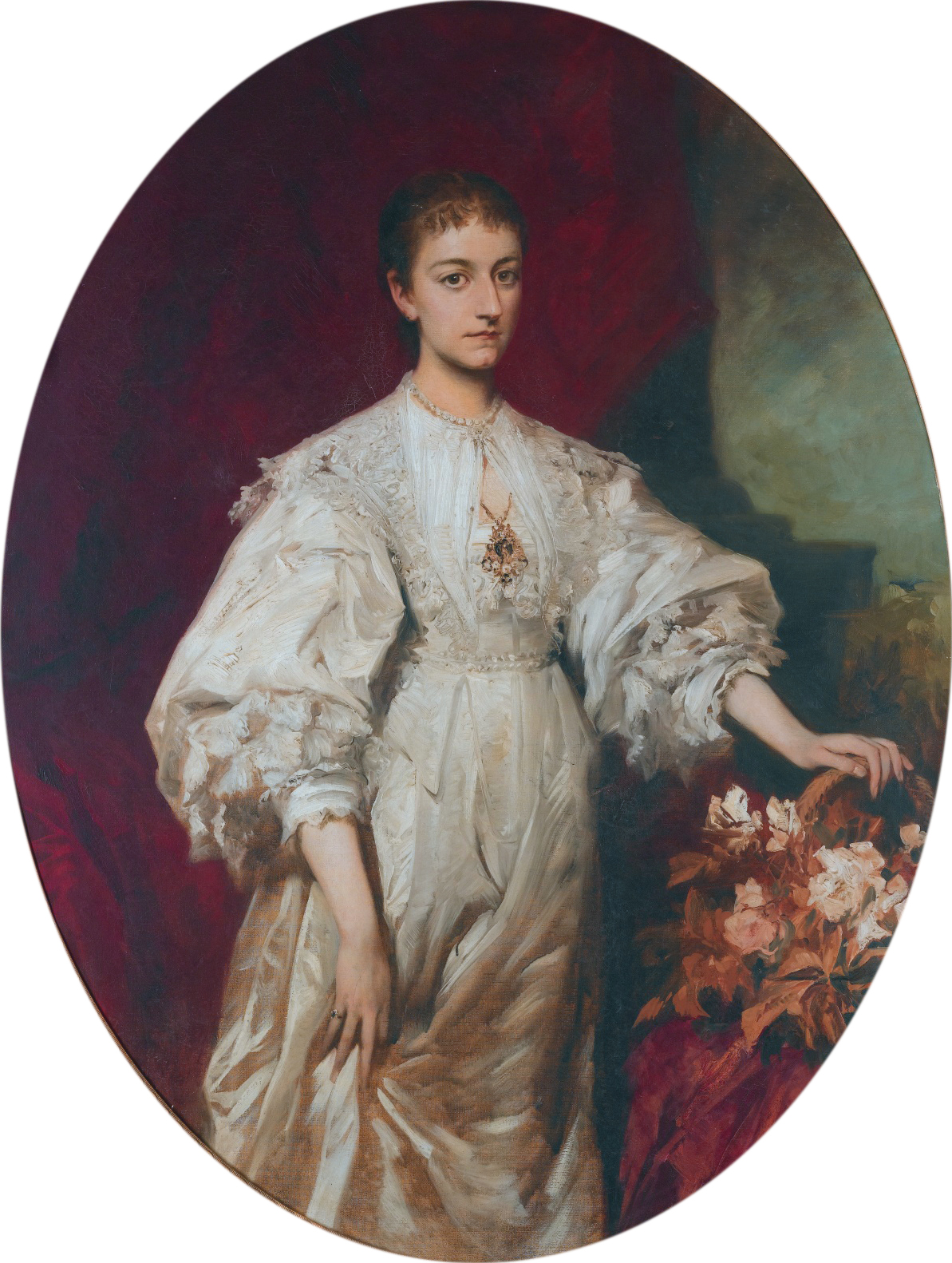
最初の妻シャリクレーは、曾祖父であるギリシャ系銀行家ゲオルク・フォン・シナより相続したポジェブラディ城を、婚資として持参した（画：ハンス・マカルト）

1882年1月10日にウィーンにおいて、在墺ギリシャ大使グレゴール・イプシランティ公爵の娘シャリクレー（1863年 - 1912年）と最初の結婚をした。彼女の弟エマヌエル・イプシランティはギリシャ王国の閣僚の1人だった。夫妻の間には2人の娘が生まれたが、どちらも夭折した。
シャリクレーと死別した翌年の1913年8月6日、平民女性ヘンリエッテ・ギントラー（1884年 - 1952年）と再婚（貴賤結婚）した。ヘンリエッテにはフォン・ヘルベルク（Frau von Hellberg）の貴族姓が与えられた。彼女との間の1人息子アレクサンダー・フォン・ヘルベルク（1914年 - 1944年）は、第二次世界大戦中にフランスにて戦死したが、結婚し4人の子供を遺した。

## 著書
- Denkwürdigkeiten des Fürsten Chlodwig zu Hohenlohe-Schillingsfürst (Friedrich Curtius, Hrsg.), Stuttgart 1906, 2 Bände (englische Ausgabe: Memoirs of Prince Chlodwig of Hohenlohe-Schillingsfürst, London 1907). 3. Band: Denkwürdigkeiten der Reichskanzlerzeit (K. A, von Müller, Hrsg.), Stuttgart 1931.